# Moa Martinsonová
Moa Martinsonová, rodným jménem Helga Maria Swartzová (2. listopadu 1890 Vårdnäs – 5. srpna 1964 Sorunda) byla švédská spisovatelka a novinářka. Patřila k představitelkám proletářské literatury a byla přirovnávána k Maximu Gorkému.

## Životopis
Narodila se jako nemanželské dítě, vyrůstala v bídě a od patnácti let pracovala v Norrköpingu jako kuchařka. S prvním manželem, kameníkem Karlem Johanssonem, měla pět synů. Její manžel trpěl nervovou chorobou a v roce 1928 spáchal sebevraždu. Jejím druhým manželem byl spisovatel Harry Martinson, laureát Nobelovy ceny za literaturu. Rozvedli se v roce 1940.
Ve své tvorbě vycházela z vlastních životních zkušeností a popisovala život chudých venkovských vrstev s důrazem na osudy ženských postav. Její nejúspěšnější kniha Matka se vdává vyšla i v českém překladu. V roce 1944 jí byla udělena Velká cena Devíti. Anders Wahlgren o ní natočil životopisný film Moa (1986).
Na její počest se od roku 1989 uděluje literární cena Moa-priset.